# Lee Brice

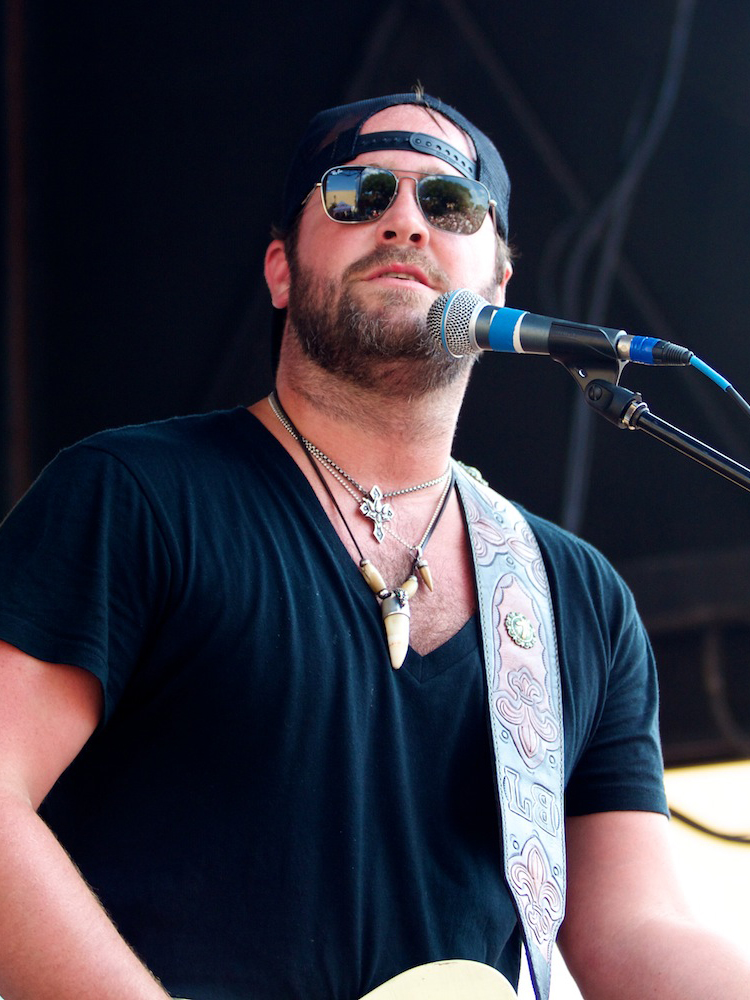
Lee Brice (Juli 2011)

Lee Brice (* 8. Juni 1979 in Sumter, South Carolina) ist ein US-amerikanischer Countryrocksänger.

## Biografie
Brice wuchs mit Musik und Sport auf, aber als eine Armverletzung die Karrierechancen des begabten Footballers einschränkte, entschied er sich für die Musik und ging nach Nashville. Dank seinen Beziehungen zu Doug Johnson von Curb Records wurde er gleich unter Vertrag genommen und schrieb erst einmal Songs für Stars wie Jason Aldean und Garth Brooks.
Sein erstes eigenes Album veröffentlichte er dann 2007, das jedoch erst einmal erfolglos blieb. Sein großer Durchbruch kam 2009 mit dem Song Love Like Crazy. Im August stieg es erstmals rumin die Countrycharts ein und entwickelte sich zu einem Dauerbrenner. Über ein Jahr später stellte es mit 55 Chartwochen einen neuen Rekord für diese Charts auf und erreichte dabei als beste Platzierung Position 3. Auch in den Billboard Hot 100 konnte sich das Lied lange halten. Da gleichnamige Album war ebenfalls recht erfolgreich und erreichte Platz 9 der Country-Albumcharts.

## Diskografie

### Alben
| Jahr | Titel           | Höchstplatzierung, Gesamtwochen, AuszeichnungChartplatzierungen (Jahr, Titel, Platzierungen, Wochen, Auszeichnungen, Anmerkungen) | Höchstplatzierung, Gesamtwochen, AuszeichnungChartplatzierungen (Jahr, Titel, Platzierungen, Wochen, Auszeichnungen, Anmerkungen) | Anmerkungen                             |
| Jahr | Titel           | US | Country | Anmerkungen                             |
| ---- | --------------- | --- | --- | --------------------------------------- |
| 2010 | Love Like Crazy | US44 Gold · (14 Wo.)US | Country9 (55 Wo.)Country | Erstveröffentlichung: 8. Juni 2010      |
| 2012 | Hard 2 Love     | US5 ×2Doppelplatin · (80 Wo.)US                                                                                                   | Country2 (98 Wo.)Country | Erstveröffentlichung: 24. April 2012    |
| 2014 | I Don’t Dance   | US5 Platin · (44 Wo.)US | Country1 (81 Wo.)Country | Erstveröffentlichung: 9. September 2014 |
| 2017 | Lee Brice       | US36 Gold · (12 Wo.)US | Country7 (31 Wo.)Country | Erstveröffentlichung: 3. November 2017  |
| 2020 | Hey World       | US45 Platin · (79 Wo.)US | Country7 (155 Wo.)Country | Erstveröffentlichung: 20. November 2020 |

### EPs
| Jahr | Titel                       | Höchstplatzierung, Gesamtwochen, AuszeichnungChartplatzierungen (Jahr, Titel, Platzierungen, Wochen, Auszeichnungen, Anmerkungen) | Höchstplatzierung, Gesamtwochen, AuszeichnungChartplatzierungen (Jahr, Titel, Platzierungen, Wochen, Auszeichnungen, Anmerkungen) | Anmerkungen                           |
| Jahr | Titel                       | US | Country | Anmerkungen                           |
| ---- | --------------------------- | --- | --- | ------------------------------------- |
| 2010 | Love Like Crazy             | — | Country56 (2 Wo.)Country | Erstveröffentlichung: 2. Februar 2010 |
| 2015 | Mixtape: ’Til Summer’s Gone | — | Country18 (1 Wo.)Country | Erstveröffentlichung: 17. Juli 2015   |

Weitere EPs
- 2007: Picture of Me

### Singles
| Jahr | Titel Album                                  | Höchstplatzierung, Gesamtwochen, AuszeichnungChartplatzierungen (Jahr, Titel, Album, Platzierungen, Wochen, Auszeichnungen, Anmerkungen) | Höchstplatzierung, Gesamtwochen, AuszeichnungChartplatzierungen (Jahr, Titel, Album, Platzierungen, Wochen, Auszeichnungen, Anmerkungen) | Anmerkungen                                               |
| Jahr | Titel Album                                  | US | Country | Anmerkungen                                               |
| --- | -------------------------------------------- | --- | --- | --------------------------------------------------------- |
| 2007 | She Ain’t Right Picture of Me                | — | Country29 (23 Wo.)Country |                                                           |
| 2007 | Happy Endings Picture of Me                  | — | Country32 (23 Wo.)Country |                                                           |
| 2008 | Upper Middle Class White Trash Picture of Me | — | Country44 (16 Wo.)Country | Erstveröffentlichung: 8. Juli 2008                        |
| 2009 | Love Like Crazy                              | US45 ×2Doppelplatin · (20 Wo.)US | Country3 (56 Wo.)Country | Erstveröffentlichung: 24. August 2009                     |
| 2010 | Beautiful Every Time Love Like Crazy         | — | Country30 (28 Wo.)Country | Erstveröffentlichung: 25. Oktober 2010                    |
| 2011 | A Woman Like You Hard 2 Love                 | US33 ×3Dreifachplatin · (20 Wo.)US | Country1 (31 Wo.)Country | Erstveröffentlichung: 17. Oktober 2011                    |
| 2012 | Hard to Love Hard 2 Love                     | US27 ×5Fünffachplatin · (23 Wo.)US | Country4 (38 Wo.)Country | Erstveröffentlichung: 14. Mai 2012                        |
| 2012 | I Drive Your Truck Hard 2 Love               | US47 ×2Doppelplatin · (20 Wo.)US | Country6 (22 Wo.)Country | Erstveröffentlichung: 3. Dezember 2012                    |
| 2013 | Parking Lot Party Hard 2 Love                | US62 Platin · (20 Wo.)US | Country11 (26 Wo.)Country | Erstveröffentlichung: 13. Mai 2013                        |
| 2014 | I Don’t Dance                                | US33 ×4Vierfachplatin · (20 Wo.)US | Country5 (26 Wo.)Country | Erstveröffentlichung: 18. Februar 2014                    |
| 2014 | Drinking Class I Don’t Dance                 | US53 ×2Doppelplatin · (22 Wo.)US | Country3 (35 Wo.)Country | Erstveröffentlichung: 8. September 2014                   |
| 2015 | That Don’t Sound like You I Don’t Dance      | US64 Platin · (11 Wo.)US | Country13 (42 Wo.)Country | Erstveröffentlichung: 11. Mai 2015                        |
| 2017 | Boy Lee Brice                                | US94 ×2Doppelplatin · (1 Wo.)US | Country14 (42 Wo.)Country | Erstveröffentlichung: 19. Juni 2017                       |
| 2018 | Rumor Lee Brice                              | US25 ×6Sechsfachplatin · (20 Wo.)US | Country2 (48 Wo.)Country | Erstveröffentlichung: 16. Juli 2018                       |
| 2019 | I Hope You’re Happy Now Carly Pearce         | US27 ×3Dreifachplatin · (25 Wo.)US | Country5 (37 Wo.)Country | Erstveröffentlichung: 27. September 2019 mit Carly Pearce |
| 2020 | One of Them Girls Hey World                  | US18 ×5Fünffachplatin · (26 Wo.)US | Country2 (35 Wo.)Country | Erstveröffentlichung: 20. April 2020                      |
| 2020 | Memory I Don’t Mess With Hey World           | US33 ×2Doppelplatin · (19 Wo.)US | Country5 (39 Wo.)Country | Erstveröffentlichung: 15. Oktober 2020                    |
| 2022 | Soul Hey World                               | US83 Platin · (6 Wo.)US | Country20 (39 Wo.)Country | Erstveröffentlichung: 29. November 2021                   |
| Folgende Lieder erschienen nicht als Single, wurden aber durch das Album zum Download und Streaming bereitgestellt und konnten somit eine Platzierung erlangen: |                                              | | |                                                           |
| |                                              | | |                                                           |
| 2014 | Girls in Bikinis I Don’t Dance               | — | Country32 (1 Wo.)Country |                                                           |
| 2014 | Good Man I Don’t Dance                       | — | Country43 (2 Wo.)Country |                                                           |

Weitere Singles
- 2023: Save the Roses

### Gastbeiträge
| Jahr | Titel Album                  | Höchstplatzierung, Gesamtwochen, AuszeichnungChartplatzierungen (Jahr, Titel, Album, Platzierungen, Wochen, Auszeichnungen, Anmerkungen) | Höchstplatzierung, Gesamtwochen, AuszeichnungChartplatzierungen (Jahr, Titel, Album, Platzierungen, Wochen, Auszeichnungen, Anmerkungen) | Anmerkungen                                                         |
| Jahr | Titel Album                  | US | Country | Anmerkungen                                                         |
| ---- | ---------------------------- | --- | --- | ------------------------------------------------------------------- |
| 2016 | A Little More Love This Ride | — | Country41 (11 Wo.)Country | Erstveröffentlichung: 29. April 2016 Jerrod Niemann feat. Lee Brice |

## Auszeichnungen für Musikverkäufe
| Silberne Schallplatte - Vereinigtes Königreich - 2024: für die Single One of Them Girls Goldene Schallplatte - Kanada - 2014: für die Single I Drive Your Truck - 2014: für die Single Parking Lot Party - 2014: für die Single I Don’t Dance Platin-Schallplatte - Kanada - 2014: für die Single A Woman Like You - 2014: für die Single Hard to Love | 3× Platin-Schallplatte - Kanada - 2023: für die Single I Hope You’re Happy Now |

Anmerkung: Auszeichnungen in Ländern aus den Charttabellen bzw. Chartboxen sind in ebendiesen zu finden.
| Land/RegionAuszeichnungen für Musikverkäufe (Land/Region, Auszeichnungen, Verkäufe, Quellen) | Silber  | Gold     | Platin       | Verkäufe   | Quellen         |
| -------------------------------------------------------------------------------------------- | ------- | -------- | ------------ | ---------- | --------------- |
| Kanada (MC)                                                                                  | —       | 3× Gold3 | 5× Platin5   | 520.000    | musiccanada.com |
| Vereinigte Staaten (RIAA)                                                                    | —       | 2× Gold2 | 43× Platin43 | 44.000.000 | riaa.com        |
| Vereinigtes Königreich (BPI)                                                                 | Silber1 | —        | —            | 200.000    | bpi.co.uk       |
| Insgesamt                                                                                    | Silber1 | 5× Gold5 | 48× Platin48 |            |                 |